# 拉德任胡托里
48°40′24″N 29°20′50″E / 48.67333°N 29.34722°E
拉德任胡托里（烏克蘭語：Ладижинські Хутори），是烏克蘭的村落，位於該國西南部文尼察州，由海辛區海辛市镇負責管轄，始建於1771年，面積2平方公里，海拔高度212米，2001年人口737，人口密度每平方公里3,246.7人。